# 343444 Halluzinelle
343444 Halluzinelle è un asteroide della fascia principale. Scoperto nel 2010, presenta un'orbita caratterizzata da un semiasse maggiore pari a 2,6626116 UA e da un'eccentricità di 0,0876770, inclinata di 3,46823° rispetto all'eclittica.